# هنیچسک ۲۰۹۳
سیارک ۲۰۹۳ (به انگلیسی: 2093 Genichesk، نامگذاری:1971HX) دو هزار و نود و سومین سیارک کشف شده‌است که در ۲۸ آوریل ۱۹۷۱ کشف شد.
قدر مطلق سیارک برابر ۱۲٫۶۰ است.